# Głuche (powiat starogardzki)
Głuche – wieś kociewska w Polsce, położona w województwie pomorskim, w powiecie starogardzkim, w gminie Osiek na obszarze Borów Tucholskich i przy drodze wojewódzkiej nr .
W latach 1975–1998 miejscowość administracyjnie należała do województwa gdańskiego.